# Thecla tayai
Thecla tayai är en fjärilsart som beskrevs av Teiso Esaki och Shirôzu 1948. Thecla tayai ingår i släktet Thecla och familjen juvelvingar. Inga underarter finns listade i Catalogue of Life.